# Mélissa (ort i Grekland, Östra Makedonien och Thrakien)
Mélissa (Melissa) är en ort i Grekland.   Den ligger i prefekturen Nomós Kaválas och regionen Östra Makedonien och Thrakien, i den nordöstra delen av landet, 300 km norr om huvudstaden Aten. Mélissa ligger 124 meter över havet och antalet invånare är 209.
Terrängen runt Mélissa är kuperad åt sydost, men åt nordväst är den bergig. Runt Mélissa är det ganska glesbefolkat, med 47 invånare per kvadratkilometer. Närmaste större samhälle är Kavála, 19,8 km öster om Mélissa. I omgivningarna runt Mélissa växer i huvudsak blandskog.